# Quest for Glory I: So You Want to Be a Hero
Quest for Glory I: So You Want to Be a Hero (с англ. — «В поисках славы: Значит, хочешь стать героем») — компьютерная приключенческая и ролевая игра, выпущенная Sierra On-Line в 1989 году и положившая начало серии игр Quest for Glory.

## Сюжет
Мир игры построен в стиле фэнтези, его населяют сказочные существа — дриады, феи и колдуны. Персонаж, имя которому даёт игрок, после базового обучения по специальности героя прибывает в городок Шпильбург (Spielburg), что по-немецки означает «Игроград». Население городка постоянно подвергается атакам гоблинов, разбойников, троллей и прочей нечисти, во главе которой стоит злая Баба Яга. Барон, пытавшийся остановить нечисть, был за это жестоко наказан — у него исчезли дети. Перед игроком стоит задача: решить проблемы людей и получить заветное звание Героя.
За выполнение различных заданий игроку начисляются очки, и игру можно пройти не выполнив второстепенных заданий. Оптимальной концовкой является выполнение следующих задач: Снятие проклятия с сына Барона; Победа над Бабой Ягой; Снятие проклятия с дочери Барона, которое превратило её в атаманшу банды разбойников. Если всё это будет выполнено, древнее пророчество спадёт, и Долина Шпильбург вернётся к миру и процветанию.
В конце игры Герой вместе с торговцем Абдулой и хозяевами гостиницы Шамином и Шемой отправляются в путешествие к городу Шапиру, где начинается сюжетная линия второй игры в серии — Quest for Glory II: Trial by Fire.

## Игровой процесс
Игра Quest For Glory фактически состоит из трёх игр. Это обусловлено тем, что игрок в начале игры выбирает класс персонажа — Вор, Воин или Маг. Каждому классу присущ определённый способ решения задач — воин решает проблемы силой, вор использует скрытность и хитрость, а Маг полагается на силу заклинаний. В итоге игру можно пройти три раза, каждый раз по-разному решая поставленные задачи.
В игровой процесс разнообразия добавляет и ролевая составляющая — возможность улучшать со временем характеристики героя. Это даёт возможность решать задачи различными способами в зависимости от прокачанных навыков.
Игра отличается большой долей реализма — день сменяется ночью не в четко определённые сюжетом моменты, а по мере странствий игрока по миру, при этом некоторые события могут происходить лишь в определенное время.
Герой со временем устаёт, и сон становится необходимостью.
Навыки повышаются при использовании соответствующих способностей — например, чем больше игрок сражается, занимается фехтованием или просто чистит баронские конюшни, тем выше становится навык силы. Так же с магией — чем чаще использует заклинания, тем выше интеллект. Такая игровая концепция заставляла игрока выполнять однообразные операции по многу раз, для того чтобы повысить желаемый навык — например, много раз кидать камень или лазить по деревьям.
В сражении можно использовать различные удары и приёмы или просто убежать. Бой происходит в реальном времени.
Игровой процесс оригинальной игры существенно отличался от ремейка 1992 года. Оригинал строился на движке SCI1, и использовал текстовый парсер, в то время как в обновлённой версии, созданной на движке SCI1.1, использовался механизм «Укажи и щёлкни» (point-and-click). Диалоги приобрели древовидную структуру, то есть диалог представлялся в виде меню с темами для вопросов к NPC и окошком их ответа — каждый вопрос вёл разговор по определённой линии.
Вначале планировалось четыре расы — гном, эльф, человек и кентавр. Позднее расы заменили на три человеческих класса. В игру так и не вошёл лабиринт гоблинов. Также игроку предполагалось дать возможность входить внутрь намного большего числа зданий.

## Секреты
В игре присутствуют множество пасхальных яиц, в частности, отсылки к другим играм Sierra On-Line — Codename: Iceman, Space Quest, King’s Quest и Police Quest.